# Zarza de Montánchez
Pour les articles homonymes, voir Zarza et Montánchez (homonymie).
Zarza de Montánchez est une commune de la province de Cáceres dans la communauté autonome d'Estrémadure en Espagne.